# Château Elizabeth
Le château Elizabeth est situé sur l’île de Jersey au sud de la paroisse de la ville de Saint-Hélier.
L'édifice fut construit au XVIe siècle sur un promontoire rocheux afin de renforcer la défense du port de Saint-Hélier qui était à portée de tir de navires ennemis.

## Historique

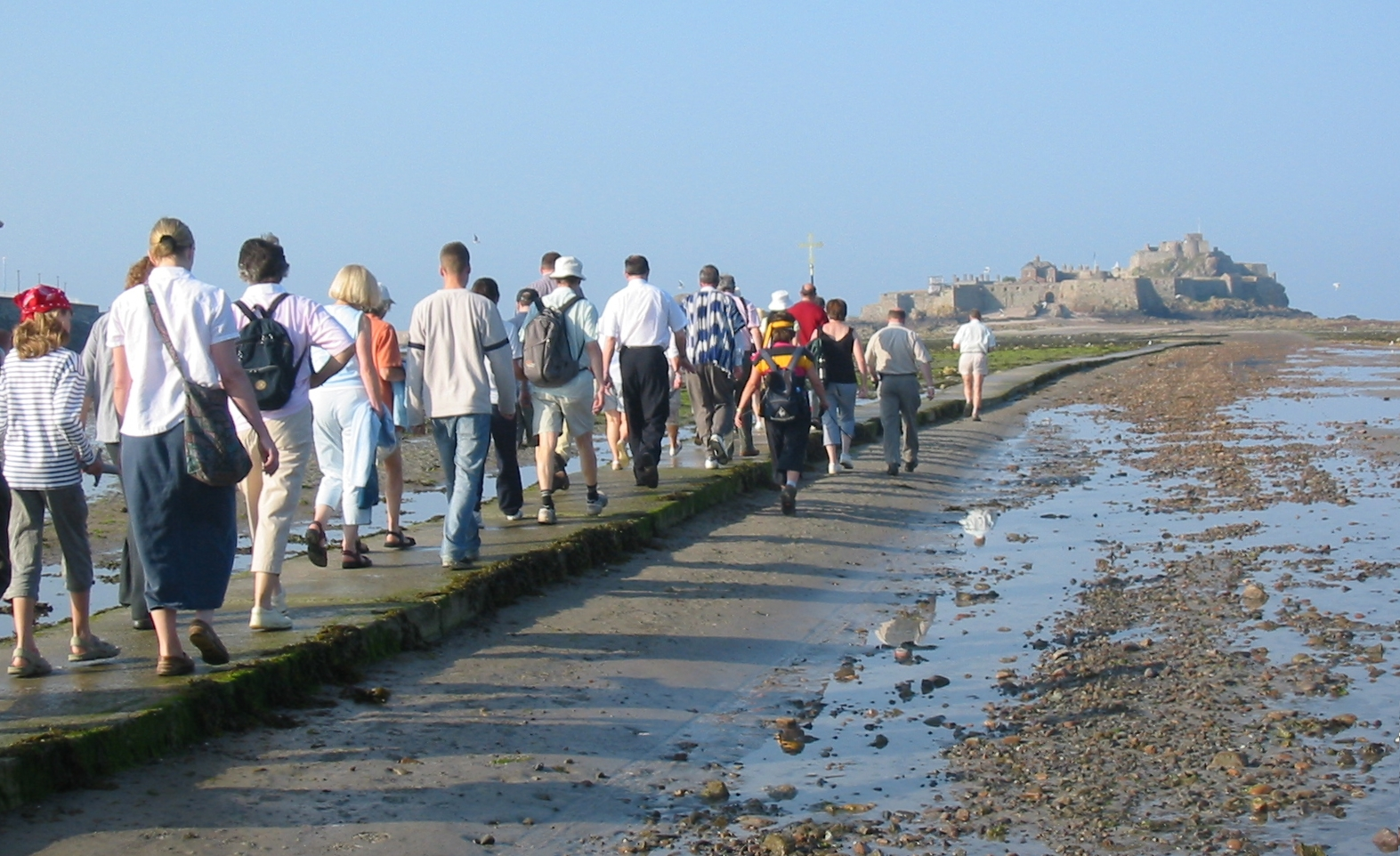
Pèlerinage de Saint Hélier en juillet 2005.

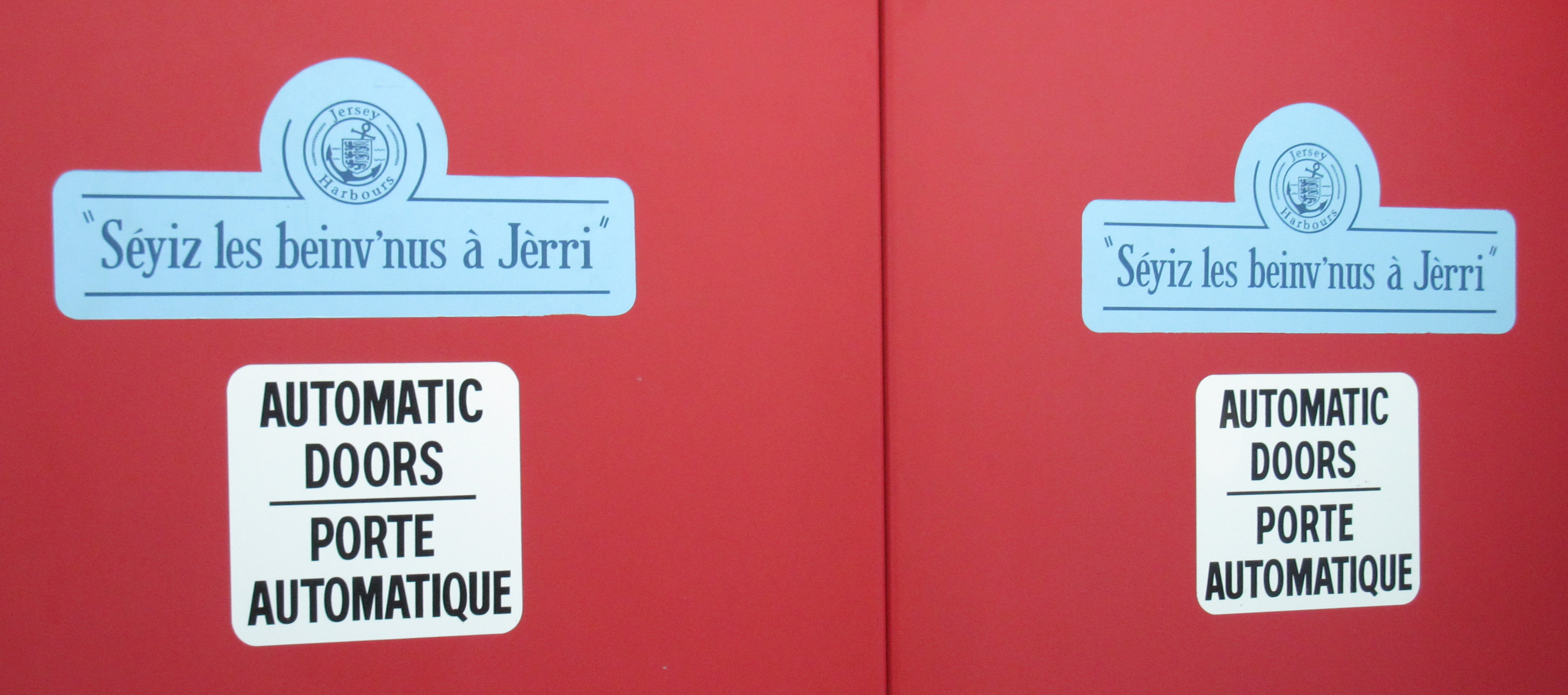
Portes d'entrée automatiques au château Elizabeth.

Le site est situé sur l'Islet, une île accessible à marée basse dans la baie de Saint-Aubin et des moines s'y installèrent pour fonder une abbaye puis un prieuré.
Lors de la Réforme protestante, les biens de l'Église sont confisqués par la Couronne et le prieuré fut reconverti en caserne militaire. De 1590 à 1600, un château construit par Paul Ivy est édifié et l'abbaye de Saint-Hélier rasée. Le fort est nommé par le gouverneur Sir Walter Raleigh « Fort Isabella Bellissima », c'est-à-dire la plus Belle Elizabeth en hommage à Élisabeth Ire d'Angleterre.
La résidence du gouverneur est transférée de Mont-Orgueil au fort. C'est en ce lieu que George de Carteret proclame le 17 février 1649, Charles II, roi d'Angleterre, alors que la première Révolution anglaise venait d'abolir la monarchie. Face à cet affront, le Parlement d'Angleterre demande à l'armée anglaise de reprendre le contrôle de l'île en envoyant des troupes et le fort Elizabeth essuie les tirs de mortiers. L'abbaye médiévale, convertie en réserve de munition, est détruite et força Carteret à la reddition ; le bailliage est sous le contrôle du régime parlementaire pendant neuf ans.
Le château est à nouveau l'objet de conquête militaire pendant la bataille de Jersey en 1781 ; alors que le lieutenant gouverneur Moses Corbet voulait se rendre face aux troupes françaises mené par Phillippe de Rullecourt, la garnison du fort qui était assiégée refuse de capituler. Les Français sont finalement vaincus et c'est la dernière tentative menée pour s'emparer des îles Anglo-Normandes.
L'île étant devenu vulnérable, le système de défense jersiais est renforcé avec la construction du fort Regent qui abrite désormais la garnison.
Le château est ouvert au public en 1923 et il est désormais géré par l'association Jersey Heritage qui est chargée de la protection du patrimoine historique.

## Culture
Un pèlerinage en l'honneur de Saint-Hélier a lieu chaque année, le dimanche le plus près du 16 juillet. Les personnes se rendent sur l'île du château et empruntent la jetée pour se rendre sur le rocher de l'Hermitage.